# Tomás Genovés
Tomás Genovés y Lapetra (né à Saragosse le 28 décembre 1805 et mort à Burgos le 5 juin 1861) est un compositeur d'opéras et de zarzuelas espagnol.

## Biographie
Né à Saragosse il y fait ses études, au Colegio de Infantes del Pilar (École des Enfants du Pilar), puis part à Madrid pour compléter sa formation musicale. Il y crée en 1831 l'œuvre La rosa blanca y la rosa rossa, également connue sous le titre La rosa bianca o Enrique y Clotilde, un opéra à l'italienne, et en 1832 El rapto, un opéra espagnol selon l'auteur lui-même.
Il s'installe en Italie, où il crée Zelma (1835) à Bologne, La battaglia di Lepanto (1836) à Rome, Bianca di Belmonte (1838) à Venise, Iginia d'Asti (1840) à Naples et Luisa della Vallière (1845) à Milan. Il est ensuite passé par l'Allemagne avant de retourner en Espagne où il cultive la zarzuela. Son plus grand succès dans le genre fut la pièce en trois actes Los mosqueteros de la reina (Les mousquetaires de la Reine), qu'il crée à Valladolid en 1856.
Il a travaillé comme professeur de musique pour la famille royale, mais dut abandonner cet emploi lorsque le manque de paiements mensuels lui causa des ennuis financiers. Finalement, il s'installa à Burgos, où il meurt le 5 juin 1861.
Il a travaillé comme maître de chapelle dans la cathédrale de Tarazona, où la musique religieuse qu'il a composée est conservée. Il a également composé deux symphonies : Numancia destruida et El Sitio de Zaragoza.
Il était marié à la chanteuse d'opéra et de zarzuela Elisa Villó.